# Hamza Akman
Hamza Akman, né le 27 septembre 2004 à Istanbul, est un footballeur turc qui évolue au poste de milieu de terrain au Galatasaray.

## Biographie

### Carrière en club
Hamza Akman est formé au Galatasaray SK, où il signe son premier contrat professionnel en septembre 2021,.
Akman fait ses débuts professionnels avec Galatasaray le 13 août 2022, entrant en jeu lors du match de Championnat de Turquie contre Giresunspor. Il prend ainsi part au titre des siens lors de la saison 2022-23, sacrés champions le 30 mai 2023, pour la 23e fois de leur histoire.

### Carrière en sélection
Hamza Akman est international turc en équipes de jeunes, ayant notamment joué avec les moins de 19 ans à partir de 2024.

## Vie privée
Hamza Akman est le fils de l'ancien international turc Ayhan Akman,.

## Palmarès
| Galatasaray SK - Championnat de Turquie (1) - Champion en 2022-23 |